# Joan Monjo i Pons

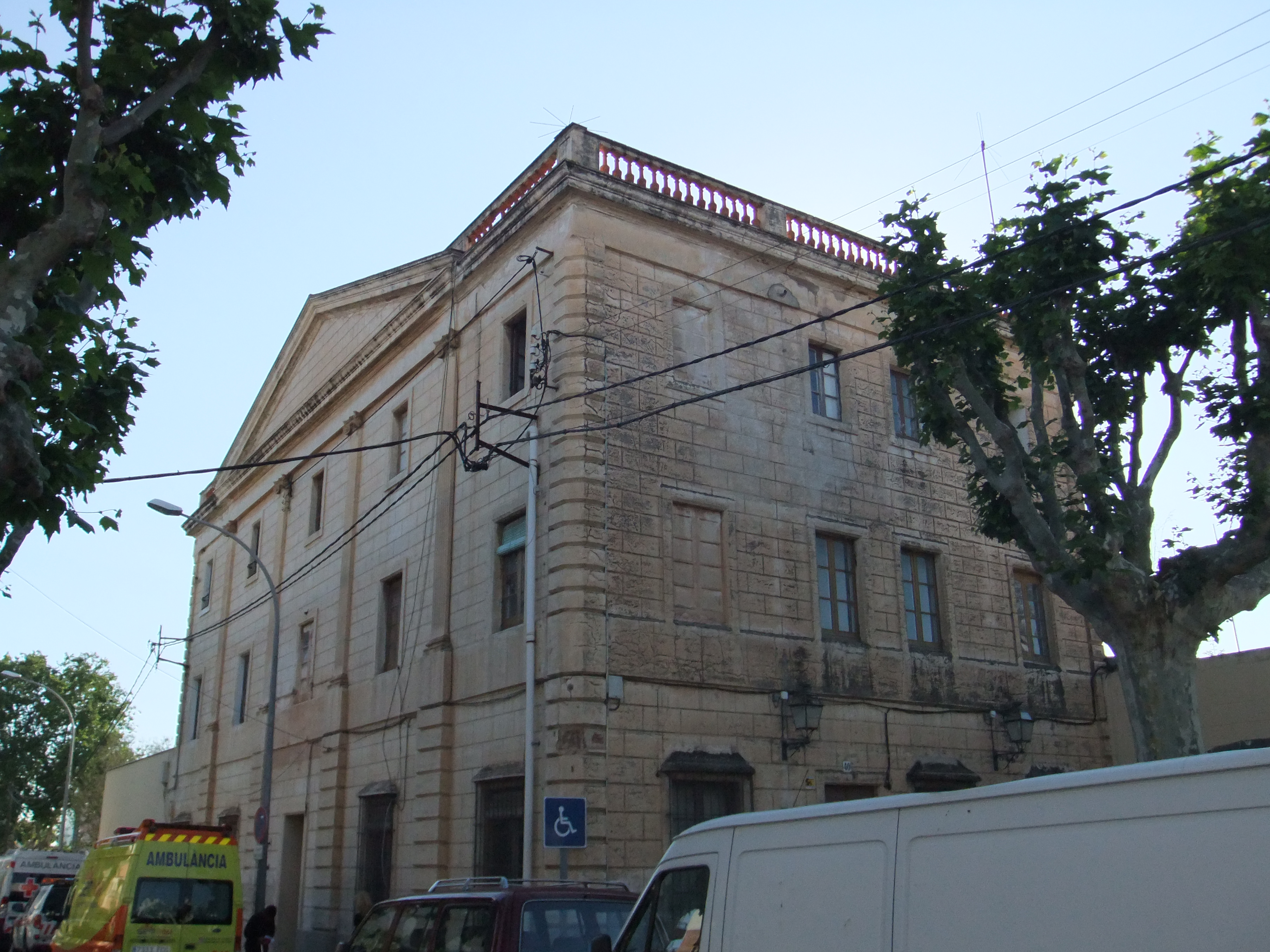
Escola Nàutica Mercantil dels Srs. Monjo, a Vilassar de Mar.

Joan Monjo i Pons (Maó, 5 de juny de 1818 – Vilassar de Mar, 7 de juny de 1884) fou un enginyer mecànic i pedagog català.
El 1833 la família de Joan Monjo es traslladà de Maó a Arenys de Mar on el seu germà Pere tenia plaça de mestre a l'escola pública. Quan aquest morí prematurament Joan el substituí. El 1841 obrí una escola privada on tingué alumnes destacats com Fidel Fita, Jaume Català o Josep Pasqual i Soler. Després es traslladà a Barcelona, on va obtenir el títol de mestre i el d'enginyer mecànic (1847), entre 1848 i 1853 dirigí diverses empreses comercials a Cuba.
El 1861 inicià una molt estreta col·laboració amb Narcís Monturiol en la construcció del seu segon submarí, l'Ictíneo II. Col·laboració que no abandonà fins al 1868 quan s'embargà l'empresa La Navegación Submarina. El submarí havia estat dissenyat i construït sota la direcció de Monjo en qualitat d'Arquitecte Naval i com a Enginyier Mecànic també hi havia aportat moltes idees innovadores.
Més tard (1869), i ja casat amb Teresa Segura, fou director de la Reial Escola Nàutica a Arenys de Mar, fins que es tancà el 1874 quan, durant la Tercera guerra carlina, l'ajuntament d'Arenys decidí instal·lar-hi un hospital de sang. Arran del tancament de l'escola d'Arenys, Mojo decidí de muntar-ne una de pròpia i escollí Vilassar de Mar perquè era una de les poblacions amb més nombre d'armadors de la costa catalana i amb unes actives drassanes. Comprà una peça de terra i el 28 de gener de 1876 l'Ajuntament li donà el permís per aixecar el que seria l'Escola Nàutica de Vilassar la seu de la qual seria un edifici, als afores de la vila, obra l'arquitecte Riera i Freginals d'Arenys i basat en una idea del mateix Monjo. Edifici situat en el que actualment és el carrer de Santa Eulàlia. El col·legi disposava d'hort, jardí, gimnàs, teatre, habitacions per a alumnes interns, menjadors, etc. Monjo, ajudat al principi pels seus dos fills Rafael i Jesús, desenvolupà un sistema d'ensenyament molt avançat per l'època. L'existència de gimnàs ho denota; a finals del segle xix només en tenien els bons col·legis britànics o de Suïssa. Durant els mesos d'estiu els exercicis diaris de gimnàstica eren substituïts per sortides a la platja per practicar natació. Els càstigs corporals hi eren rigorosament prohibits.
Va escriure diverses obres de caràcter tècnic i acadèmic com ara: Curso Metódico de arquitectura naval aplicada a la construcción de buques mercantes (1856); Cálculo instrumental esplicado sobre la regla calculatoria Gravet-Lenoir (1862); Manual de Cálculo Mercantil para los alumnos del colegio de San Juan de Vilasar (1876).
Deixà inèdits dos manuals, «Gramàtica» i «Geometría», així com una obra de caràcter més íntim titulat «Sufrimientos morales que me ha causado el Ictíneo» publicada pòstumament (1985). També es publicà en forma de facsímil l'Atlas del curso metodico de arquitectura naval (1990).
Té dedicat un carrer a Barcelona, una plaça a Vilassar de Mar i un carrer a Arenys de Mar.

## Obres
- Curso Metódico de Arquitectura Naval aplicada a la construcción de buques mercantes, Barcelona 1856. (Obra de domini públic a la Biblioteca de la Facultat de Nàutica de Barcelona)
  - Es pot descarregar també a la referència adjunta.[2]
- Cálculo Instrumental aplicado sobre la regla calculatoria de Gravet-Lenoir, Barcelona 1862.[3]
  - Explica el funcionament del regle de càlcul Lenoir.[4]
- Manual de Cálculo Mercantil para los alumnos del colegio de San Juan de Vilasar, 1876.[5]
- Resolución gráfica de todos los ejemplos contenidos en el Manual de Cálculo Mercantil, Barcelona 1877.
- Manual de Gramática para uso de los alumnos del Colegio de San Juan de Vilasar, manuscrit 1879.
- Manual de Geometría, manuscrit 1880.
- Geografia astronómica, manuscrit.
- Geografia astronómica para señoritas, manuscrit.
- Rudimentos de trazados, manuscrit.
- Rudimentos de Geometria para los menores, manuscrit.
- Copia de las cartas inglesas comerciales, manuscrit.
- Rudimentos de Gramática y verbos irregulares, manuscrit.
- Curso de Aritmética decimal para señoritas, manuscrit.
- Programa de Aritmética y Algebra, de Geometria y Trigonometria y Curbas y de Física, manuscrit.
- Sufrimientos morales que me ha causado el Ictíneo. Manuscrit publicat el 1985 amb motiu del centenari de la mort de Narcís Monturiol.[6]
- Atlas del curso metódico de arquitectura naval, facsímil 1990.[7]